# Baldomero Lillo
Baldomero Lillo Figueroa (Lota, Chile; 6 de enero de 1867-San Bernardo, Chile; 10 de septiembre de 1923) fue un cuentista chileno, considerado el maestro del realismo social en su país.

## Biografía
Baldomero Lillo Figueroa nació en Lota (Región del Biobío) el 6 de enero de 1867. Hijo de José Nazario Lillo Robles y de Mercedes Figueroa, fue también sobrino del poeta Eusebio Lillo Robles, autor del himno nacional chileno, y hermano del escritor Samuel Lillo, ganador del Premio Nacional de Literatura en 1947.
Ya adulto, se trasladó a Santiago buscando un espacio literario y, al cabo de seis años, en 1903, logró reconocimiento al ganar con el relato «Juan Fariña» el primer lugar de un concurso de cuentos. Consiguió así, la primera publicación en La Revista Católica de Santiago. Este hecho le posibilitó trabajar en El Mercurio y luego colaborar en la revista Zig-Zag. 
Un año después, en julio de 1904, apareció Sub terra, una recopilación de ocho cuentos mineros que retrata la vida de los mineros de Lota, particularmente en la mina Chiflón del Diablo. En 1907 apareció su segundo libro, Sub sole, con trece relatos de vida campesina y del mar. Son clásicos sobre el tema de la explotación del carbón y de la vida de los trabajadores en Lota, sus cuentos "Juan Fariña", "El chiflón del diablo" y "La compuerta número 12", entre otros.
En 1917 Lillo jubila de su cargo administrativo en la Universidad de Chile. Por esos años se le diagnosticó tuberculosis pulmonar.  El 10 de septiembre de 1923 fallece en San Bernardo.
Desde el 24 de noviembre del año 2001, sus restos descansan en su ciudad natal Lota, en ocasión de celebrarse en la ciudad el Encuentro Nacional de Escritores "Baldomero Lillo" para rendir un homenaje por su obra, con más de 100 invitados, pudiendo destacar entre ellos los escritores Volodia Teitelboim, Nicanor Parra y Raúl Zurita.

## Obra

### Libros
- Sub terra (1904)
- Sub sole (1907)
- Inamible (1907)
- Relatos populares (1947)
- El hallazgo y otros cuentos del mar (1956)
- La hazaña (1959)
- Pesquisa trágica (1964)

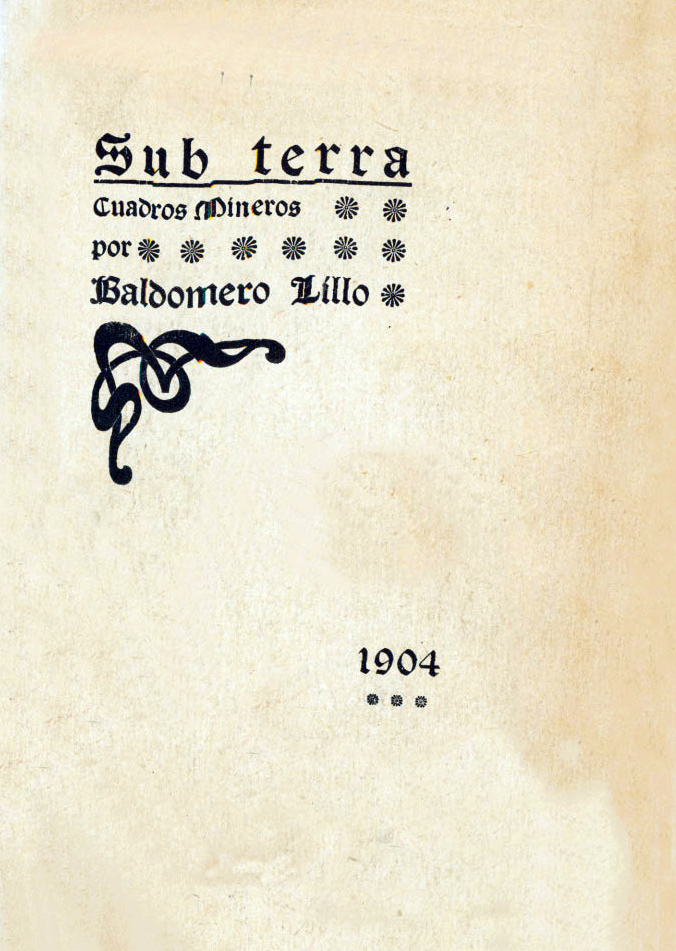
Portada Sub terra (1904)
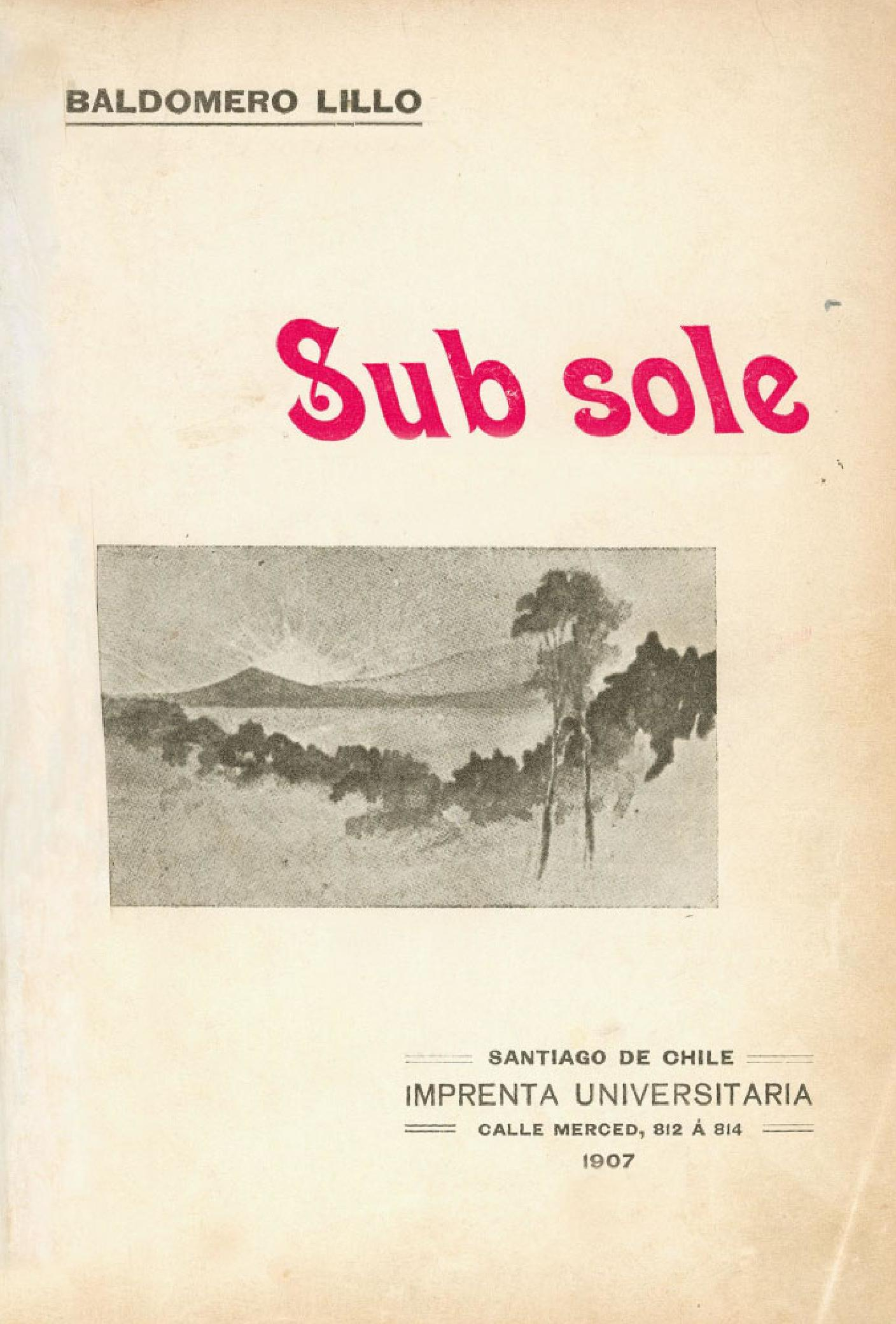
Portada Sub sole (1907)

### Traducciones
- The Devils and Other Stories (Pan American Union, Washington D. C., 1959)
- A alma da máquina (Tradução de Gleiton Lentz. Desterro: Edições Nephelibata, 2008)

## Reconocimiento póstumo
Parte importante de su obra fue publicada después de su muerte.
Montes y Orlandi describen la literatura de Baldomero Lillo como representante del realismo crítico:

Es un escritor naturalista, crítico. Pero su inclinación a la objetividad narrativa es interferida por los arranques de una imaginación exageradamente sensibilizada, Los vuelos de su fantasía se agudizan a la quietud corporal a que lo obliga con frecuencia su débil contextura física. En sus críticas sociales, defensas emotivas más que discursivas de las clases populares,se complace en cuadros agobiadoramente dolorosos. Caricaturiza la realidad para patentizar las injusticias de los poderosos. Se ensaña contra la sensibilidad pública al destilar horror gota a gota. Sin embargo, no es detallista: se limita a acentuar los rasgos más sobresalientes de los paisajes o de las personas.
Montes y Orlandi, 1982

En 2003 el cineasta chileno Marcelo Ferrari realiza un importante esfuerzo para llevar al cine algunos de los cuentos de Subterra, dando lugar a la película del mismo nombre, Subterra, obra que costó más de un millón de dólares y que fue filmada en las locaciones originales retratadas por el libro.